# Озтекин, Расим
Расим Озтекин (тур. Rasim Öztekin, 14 января 1959 — 8 марта 2021) — турецкий актёр театра и кино.

## Биография
Родился 14 января 1959 года в Стамбуле. Его отец имел албанские корни и был родом из Салоник, а мать — из Северного Трабзона.
Учился в лицее Фенербахче и галатасарайском лицее. Затем окончил лицей журналистики при Стамбульском университете.
Ещё во время учёбы, в 1977 году, попробовал себя в качестве актёра. Сначала играл небольшие роли в любительских театрах. Как профессионал дебютировал в составе театральной группы «Ортаоюнджулар» (тур. Ortaoyuncular), созданной Ферханом Шенсоем. Наиболее известными постановками «Ортаоюнджулар» с участием Озтекина стали «Стреляют даже в шахов» (тур. Şahları da Vururlar), «Абстрактный султан» (тур. Soyut Padişah) и «Героический зеленщик против супермаркета» (тур. Kahraman Bakkal Süpermarkete Karşı).
Особенностью этих постановок являлся их постмодернизм — они все были осовремененными вариантами классических турецких пьес и имели политический подтекст. Например, «Стреляют даже в шахов» была посвящена противостоянию премьер-министра Мохаммеда Мосаддыка и шаха Резы Пехлеви, она оказалась столь успешна, что посольство Ирана в Турции выразило Расиму Озтекину и Ферхану Шенсою за неё благодарность.
В 1992 году Озтекин покинул «Ортаоюнджулар», он начал играть в музыкальной комедии совместно с Демет Акбаг и музыкальном комедийном ТВ-шоу, в котором помимо него участвовали Хюлья Авшар, Ибрахим Татлысес и та же Демет Акбаг. В этом ТВ-шоу пародировались известные политики.
В начале XXI века начал активно сниматься в фильмах и ТВ-сериалах, именно они принесли ему наибольшую известность. Наиболее успешными среди них стали фильмы «Düğün Dernek», «Şans Kapıyı Kırınca» и «Çalgı Çengi İkimiz», а также ТВ-сериал «Восьмидесятые» (тур. Seksenler).
Дважды был женат, есть дочь актриса Пелин Озтекин.
Умер 8 марта 2021 года в Стамбуле от сердечного приступа. Похоронен на кладбище Зинджирликую.
Помимо актёрской карьеры, также занимался журналистикой. Писал для газеты «Akşam».